# Мэтьюз, Кэрол
Кэрол Мэтьюз (англ. Carole Mathews), имя при рождении Джин Дейфел (англ. Jean Deifel; 13 сентября 1920 — 6 ноября 2014) — американская актриса кино, театра и телевидения 1930—1970-х годов.
За свою кинокарьеру, охватившую период с 1935 по 1962 год, Мэтьюз сыграла в 49 фильмах, среди которых «Я люблю тайны» (1945), «Обвиняемая» (1949), «Приключение на Амазонке» (1949), «Смертельная река» (1949), «Не её мужчина» (1950), «Человек с моим лицом» (1951), «Красный снег»(1952), «Порт ада» (1954), «Разборки в Бут-Хилл» (1958) и «Ночь нежна» (1962). Кроме того, она исполнила главную женскую роль в киносериале «Монстр и обезьяна» (1945).
Мэтьюз также много работала на телевидении, в частности, играла постоянную роль во втором сезоне вестерн-телесериала «Калифорнийцы» (1958—1959).

## Ранние годы жизни и начало карьеры
Кэрол Мэтьюз, имя при рождении Джин Дейфел, родилась 13 сентября 1920 года в Монтгомери, Иллинойс. У неё было двое братьев и сестра. Когда родители развелись, отец забрал себе сыновей, мать — одну из дочерей, а Кэрол направили на воспитание к бабушке.
Она училась в начальной школе в Ороре, Иллинойс, после чего продолжила обучение в Чикаго. В старших классах она отучилась три года в католической школе и хотела стать монахиней. После окончания школы Кэрол поступила в женский монастырь Святого Франциска в Милуоки, однако бабушка забрала её оттуда, заявив, что Кэрол слишком молода и должна подождать с решением до 21 года.
Когда Кэрол в 1938 году вернулась в Чикаго, друзья уговорили её принять участие в конкурсе красоты, и она сразу же победила. После этого выиграла ещё несколько титулов и в конце концов завоевала титул «Мисс Чикаго» . Как обладательница титула она получила право принять участие в конкурсе «Мисс Америка», однако родители не пустили её. Тем не менее, в качестве приза она получила также бесплатную поездку в Калифорнию с возможностью пройти кинопробы.
Прибыв в Калифорнию, Мэтьюз поступила на работу в качестве артистки в эстрадное ревю Earl Carroll Follies Эрла Кэрролла (англ. Earl Carroll), с которым в течение 1939 года гастролировала по США и даже выступала на Бродвее.
Затем Мэтьюз работала на чикагском радио WGN, где в течение нескольких месяцев вела программу «Завтрак с Кэрол Мэтьюз», а также работала моделью, снимаясь для таких журналов, как Vogue и Harper’s Bazaar.

## Карьера в кино и театре в 1939—1962 годах
По некоторым сведениям, Мэтьюз под именем Джинн Фрэнсис (англ.  Jeanne Francis) начала появляться в эпизодических ролях в музыкальных фильмах, начиная с 1935 года. Однако более вероятна версия, что Мэтьюз впервые появилась на экране в эпизодической роли (без указания в титрах) в мюзикле «Роза Вашингтон-сквер» (1939) с Тайроном Пауэром и Элис Фэй.
После съёмок в эпизодических ролях ещё в нескольких мюзиклах в 1942 году она успешно прошла экранный тест у продюсера Сэмюэла Голдвина на студии Metro-Goldwyn-Meyer. Однако тем же вечером в Тихуане она вышла замуж за радиосценариста Джона Артура Стоктона (англ.  John Arthur Stockton), после чего Голдвин немедленно разорвал с ней контракт.
Вернувшись на время в Чикаго, она стала танцовщицей румбы в казино уже под именем Кэрол Мэтьюз. В 1943 году Мэтьюз вернулась в Голливуд, подписав контракт с кинокомпанией Columbia Pictures. Однако отношения с главой компании Гарри Коном у неё не сложились, они явно недолюбливали друг друга.
В 1944 году Мэтьюз появилась в восьми фильмах, первым из которых была детективная комедия с Дженис Картер «Девушка в деле» (1944). За ней последовали хорошие, по словам Мэтьюз, роли в таких картинах, как фильм нуар «Пропавший присяжный» (1944), снова с Картер, мюзикл «Она дорогая» (1944), музыкальный вестерн «Свинг в седле» (1944) и детективная комедия с Эвелин Кейс и Маргерит Чапман «Странная афера» (1944), где она сыграла модель.
В 1944 году Мэтьюз прошла экранные пробы на роль в приключенческой драме Говарда Хоукса «Иметь и не иметь» (1944), однако главная звезда фильма Хамфри Богарт, у которого в то время был роман с Лорен Беколл, настоял на том, чтобы роль отдали ей.
В 1945 году Мэтьюз сыграла значимую роль второго плана в детективе с Джимом Бэнноном и Ниной Фох «Я люблю тайны» (1945), а также появилась в приключенческом фильме с Корнелом Уайльдом «Тысяча и одна ночь» (1945) . Кроме того, она сыграла заметные роли в вестернах с Чарльзом Старретом «Прокладывая путь на Запад» (1945) и «Преступники Скалистых гор» (1945). Также актриса исполнила главную женскую роль в фантастическом приключенческом киносериале «Монстр и обезьяна» (1945) . К концу 1945 года после 16 фильмов контракт Мэтьюз с Columbia был закончен, и в её карьере наступил перерыв.
В 1948 году Мэтьюз претендовала на главную женскую роль в престижном вестерне «Тихоня Смит» (1948), однако в итоге не получила её, так как была выше ростом исполнителя главной роли Алана Лэдда. В 1948—1949 годах Мэтьюз жила в Нью-Йорке, где изучала актёрское мастерство и играла в летних театрах. По возвращении в Голливуд она работала на студиях Paramount Pictures and Universal Pictures, где её часто можно было увидеть в ролях крутых дам. В частности, она появилась в таких лентах, как фильм нуар «Чикагский предел» (1949) и драма по Фрэнсису Скотту Фитцджеральду «Великий Гэтсби» (1949), оба — с Лэддом в главной роли. Другими её значимыми картинами в том году были фильм нуар с Лореттой Янг «Обвиняемая» (1949), где она сыграла официантку, а также вестерн «Кровавая река» (1949) с Гаем Мэдисоном и Рори Кэлхуном и приключенческий экшн с Томом Нилом «Приключение на Амазонке» (1949), в которых она сыграла главные женские роли. В 1950 году Мэтьюз сыграла значимые роли в престижном фильме нуар «Не её мужчина» (1950) с Барбарой Стэнвик в главной роли, а также в менее заметном детективе «Крик об убийстве» (1950) . В 1950 году на несколько месяцев Мэтьюз уехала в Нью-Йорк, где играла на Бродвее в спектакле «Шёлковой нитью» (1950).
По возвращении Мэтьюз играла главным образом в независимых фильмах категории В. В 1951 году в фильме нуар «Человек с моим лицом» (1951) она сыграла главную женскую роль бывшей возлюбленной главного героя (Барри Нельсон), которая помогает ему спастись от подстроенного обвинения в крупной финансовой афере. У неё также были главные женские роли в приключенческих экшнах «Красный снег» (1952) с Гаем Мэдисоном и «Акулья река» (1953) со Стивом Кокраном, а также в социальной драме с Дейном Кларком «Порт ада» (1953). Кроме того, она сыграла заметную роль второго плана в вестерне с Джинн Крейн «Город негодяев» (1953).
В 1955 году Мэтьюз исполнила одну из главных ролей в тюремном нуаре «Преданные женщины» (1955), а также главную женскую роль в паре с Закари Скоттом в вестерне «Сокровища Рубиновых гор» (1955). Год спустя она сыграла одну из главных ролей в одном из первых фильмов режиссёра Роджера Кормана, криминальной приключенческой драме «Болотные женщины» (1955), где её партнёрами были Мэри Виндзор и Майк Коннорс. Она также получила главную женскую роль в паре с Ричардом Деннингом в британо-американской криминальной драме «Задание: Рыжая голова» (1956). Два года спустя у Мэтьюз была главная женская роль в британском криминальном триллере с Лексом Баркером «Странное пробуждение» (1958), а также в вестерне с Чарльзом Бронсоном «Разборки в Бут-Хилл» (1958).
В 1960-е годы Мэтьюз сыграла в трёх своих последних фильмах — вестерне с Брэдом Декстером «13 сражающихся мужчин» (1960), драме с Полом Анкой «Загляни в любое окно» (1961) в мелодраме «Ночь нежна» (1962) по одноимённому роману Ф. Скотта Фицджеральда с Дженнифер Джонс.

## Карьера на телевидении
С 1950 года Мэтьюз начала сниматься на телевидении. Вплоть до 1978 года она сыграла в 72 эпизодах 47 различных телесериалов, а также в двух телефильмах. В частности, она играла в таких сериалах, как «Приключения Дикого Билла Хикока» (1951—1952, 2 эпизода), «Отряд по борьбе с рэкетом» (1952), «Опасность» (1953—1954, 2 эпизода), «Телевизионный театр Крафта» (1954), «Альфред Хичкок представляет» (1956—1958, 2 эпизода), «Миллионер» (1956—1958, 2 эпизода), «Приключения Джима Боуи» (1957), «Майк Хаммер» (1958), «Истории Уэллс-Фарго» (1958), «Перри Мейсон» (1958—1959, 2 эпизода), «Сансет-стрип, 77» (1959), «Маркэм» (1959), «Ричард Даймонд, частный детектив» (1959), «Дни в Долине смерти» (1961), «Сыромятная плеть» (1964), «Бен Кейси» (1966) и «Женщина-полицейский» (1977).
Свою самую значимую роль на телевидении Мэтьюз играла в вестерн-сериале «Калифорнийцы» (1958—1959), действие которого происходит в Сан-Франциско в 1850-е годы. В течение второго сезона она играла вдову Вилму Фэнслер, которая управляла игорным домом.
В 1978 году Мэтьюз сыграла женщину в ресторане в своей последней роли в телевизионном фильме «Слава» об официанте, который за ночь становится успешным драматургом.

## Актёрское амплуа и оценка творчества
Кэрол Мэтьюз была высокой (170 см), привлекательной актрисой. После завоевания на конкурсе красоты титула «Мисс Чикаго» в 1938 году, она прибыла в Голливуд, где в итоге в 1944 году подписала контракт со студией Columbia Pictures. В течение двух лет на этой студии она сыграла в шестнадцати фильмах, получая либо второстепенные роли в фильмах категории А, либо главные и значимые роли в фильмах категории В. Поработав некоторое время на студии Paramount, с 1950-х годов Мэтьюз играла в основном главные роли в фильмах независимых кинокомпаний. Главным образом, это были криминальные мелодрамы, вестерны и приключенческие ленты, где Мэтьюз часто выступала в образе крутых дам.

## Деятельность в последующие годы
В 1950-е годы, ещё во время актёрской работы, Мэтьюз стала совладелицей паба в Нью-Йорке, который затем выгодно продала.
После ухода из кино в 1961 году Мэтьюз занялась туризмом, и вскоре стала управляющей турбюро. В 1971-1986 годах она владела собственной турфирмой Mathew Travel Center в Шерман-Оукс. 
В 1970-1980-х годах Мэтьюз управляла ранчо Hidden Valley Ranch в Резеде, Калифорния, где разводила карликовых коз, мускусных уток, цыплят и зайцев. В 1982 году она стала победительницей конкурса карликовых лошадей.

## Личная жизнь
В 1942 году в Тихуане, Мексика, Мэтьюз вышла замуж за сценариста Джона Артура Стоктона, пожертвовав киноконтрактом с продюсером Сэмюэлом Голдвином. Стоктон происходил из богатой семьи, которая без энтузиазма приняла Мэтьюз. Это быстро привело к охлаждению отношений с мужем, и в 1944 году их брак был аннулирован в Лос-Анджелесе.
Больше Мэтьюз так и не вышла замуж, хотя и встречалась со многими мужчинами, в частности, со значительно более молодым Доном Дюрантом (англ.  Don Durant) за два года до того, как он получил главную роль в вестерн-телесериале-вестерне «Джонни Ринго» .

## Смерть
Кэрол Мэтьюз умерла 6 ноября 2014 года в Марриете, Калифорния, от сердечной недостаточности, ей было 94 года.

## Фильмография
| Год        |    | Русское название                 | Оригинальное название              | Роль                                                 |
| ---------- | -- | -------------------------------- | ---------------------------------- | ---------------------------------------------------- |
| 1935       | ф  | Выпьем за любовь                 | Here's to Romance                  | танцовщица (в титрах не указана)                     |
| 1936       | ф  | Каникулы                         | College Holiday                    | танцовщица (в титрах не указана)                     |
| 1938       | ф  | Романтика в темноте              | Romance in the Dark                | танцовщица (в титрах не указана)                     |
| 1939       | ф  | Роза с Вашингтон-сквер           | Rose of Washington Square          | девушка (в титрах не указана)                        |
| 1940       | ф  | Девушка в Авеню А                | Girl from Avenue A                 | (в титрах не указана)                                |
| 1942       | ф  | Серенада у рампы                 | Footlight Serenade                 | хористка (в титрах не указана)                       |
| 1942       | ф  | Весна в Скалистых горах          | Springtime in the Rockies          | (в титрах не указана)                                |
| 1944       | ф  | Она любимая                      | She's a Sweetheart                 | Фрэнсес                                              |
| 1944       | ф  | Свинг в седле                    | Swing in the Saddle                | Дорин Несбитт                                        |
| 1944       | ф  | Девушка в деле                   | Girl in the Case                   | Сильвия Мэннерс (в титрах не указана)                |
| 1944       | ф  | Ночи в Таити                     | Tahiti Nights                      | Бетти Лу (в титрах не указана)                       |
| 1944       | ф  | Пропавший присяжный              | The Missing Juror                  | Марси, или Черри Блоссом (в титрах не указана)       |
| 1944       | ф  | Странная афера                   | Strange Affair                     | Глория, модель Билла (в титрах не указана)           |
| 1944       | ф  | Снова вместе                     | Together Again                     | молодая женщина в ночном клубе (в титрах не указана) |
| 1944       | ф  | Танцующий Манхэттен              | Dancing in Manhattan               | продавщица (в титрах не указана)                     |
| 1945       | ф  | Я люблю тайны                    | I Love a Mystery                   | Джин Андерсон                                        |
| 1945       | ф  | Чудовище и обезьяна              | The Monster and the Ape            | Бэбс Арнольд                                         |
| 1945       | ф  | Разбойники Скалистых гор         | Outlaws of the Rockies             | Джейн Стюарт                                         |
| 1945       | ф  | Спой мне песню Техаса            | Sing Me a Song of Texas            | Хильда Картрайт                                      |
| 1945       | ф  | Прокладывая путь на Запад        | Blazing the Western Trail          | Мэри Холлидэй                                        |
| 1945       | ф  | Держите свой порох сухим         | Keep Your Powder Dry               | военнослужащая (в титрах не указана)                 |
| 1945       | ф  | Более 21                         | Over 21                            | жена кандидата в офицеры (в титрах не указана)       |
| 1945       | ф  | Тысяча и одна ночь               | A Thousand and One Nights          | служанка (в титрах не указана)                       |
| 1945       | ф  | Десять центов за танец           | Ten Cents a Dance                  | Мардж (в титрах не указана)                          |
| 1947       | ф  | Последние дни Бут-Хилл           | Last Days of Boot Hill             | Мэри Холлидей (в титрах не указана)                  |
| 1948       | ф  | Запечатанный приговор            | Sealed Verdict                     | администратор в госпитале                            |
| 1949       | ф  | Обвиняемая                       | The Accused                        | официантка                                           |
| 1949       | ф  | Приключение на Амазонке          | Amazon Quest                       | Тереза Васко                                         |
| 1949       | ф  | Смертельная река                 | Massacre River                     | Лора Джордан                                         |
| 1949       | ф  | Специальный агент                | Special Agent                      | Роуз Маккрири                                        |
| 1949       | ф  | Чикагский предел                 | Chicago Deadline                   | мисс Ли, секретарша (в титрах не указана)            |
| 1949       | ф  | Великий Гэтсби                   | The Great Gatsby                   | Элла Коди (в титрах не указана)                      |
| 1950       | ф  | Не её мужчина                    | No Man of Her Own                  | Ирма, блондинка                                      |
| 1950       | ф  | Крик об убийстве                 | Cry Murder                         | Норма Олден                                          |
| 1950       | ф  | Оплачено сполна                  | Paid in Full                       | модель (в титрах не указана)                         |
| 1950       | с  | Часы                             | The Clock                          | (1 эпизод)                                           |
| 1951       | ф  | Человек с моим лицом             | The Man with My Face               | Мэри Дэвис                                           |
| 1951       | с  | Звёзды над Голливудом            | Stars Over Hollywood               | (1 эпизод)                                           |
| 1951—1952  | с  | Приключения Дикого Билла Хикока  | Adventures of Wild Bill Hickok     | разные роли (2 эпизода)                              |
| 1951—1952  | с  | Театр у камина                   | Fireside Theatre                   | разные роли (3 эпизода)                              |
| 1952       | ф  | Красный снег                     | Red Snow                           | лейтенант Джейн                                      |
| 1952       | с  | Отряд по борьбе с рэкетом        | Racket Squad                       | Элис Миллер (1 эпизод)                               |
| 1952       | с  | Сиско Кид                        | The Cisco Kid                      | разные роли (2 эпизода)                              |
| 1953       | ф  | Город негодяев                   | City of Bad Men                    | Синтия Лондон                                        |
| 1953       | ф  | Встретимся на ярмарке            | Meet Me at the Fair                | Клара Бринк                                          |
| 1953       | ф  | Акулья река                      | Shark River                        | Джейн Доутерти                                       |
| 1953       | ф  | Маршал с двумя пушками           | Two Gun Marshal                    | мисс Дженнингс (хроника)                             |
| 1953       | с  | Телевизионный театр Goodyear     | Goodyear Television Playhouse      | (1 эпизод)                                           |
| 1953—1954  | с  | Опасность                        | Danger                             | Лора (2 эпизода)                                     |
| 1953—1954  | с  | Люди против преступности         | Man Against Crime                  | разные роли (2 эпизода)                              |
| 1953—1954  | с  | Видео-театр «Люкс»               | Lux Video Theatre                  | разные роли (2 эпизода)                              |
| 1954       | ф  | Порт ада                         | Port of Hell                       | Джули Пович                                          |
| 1954       | ф  | Учитель с двумя пушками          | The Two Gun Teacher                | Энн Харди (хроника)                                  |
| 1954       | тф | Из Жюля Верна                    | Out of Jules Verne                 | Онорин                                               |
| 1954       | с  | Телевизионный театр «Крафт»      | Kraft Television Theatre           | (1 эпизод)                                           |
| 1954       | с  | Роберт Монтгомери представляет   | Robert Montgomery Presents         | (1 эпизод)                                           |
| 1954       | с  | Великий Гилдерслив               | The Great Gildersleeve             | Кэтрин Милфорд (1 эпизод)                            |
| 1954       | с  | Одинокий волк                    | The Lone Wolf                      | Жанет Лемэр (1 эпизод)                               |
| 1955       | ф  | Преданные женщины                | Betrayed Women                     | Кейт Моррисон                                        |
| 1955       | ф  | Сокровище Рубиновых гор          | Treasure of Ruby Hills             | Шерри Вернон                                         |
| 1955       | с  | Звезда и история                 | The Star and the Story             | Нэнси Рэмсен (1 эпизод)                              |
| 1955       | с  | Лучшее на Бродвее                | The Best of Broadway               | Мэйзи (1 эпизод)                                     |
| 1956       | ф  | Болотные женщины                 | Swamp Women                        | лейтенант полиции Лии Хэмптон                        |
| 1956       | ф  | Задание: Рыжая голова            | Assignment Redhead                 | Хеди Бергнер                                         |
| 1956—1958  | с  | Альфред Хичкок представляет      | Alfred Hitchcock Presents          | разные роли (2 эпизода)                              |
| 1956 —1958 | с  | Миллионер                        | The Millionaire                    | разные роли (2 эпизода)                              |
| 1957       | с  | Знакомьтесь с Макгроу            | Meet McGraw                        | Магда (1 эпизод)                                     |
| 1957       | с  | Приключения Джима Боуи           | The Adventures of Jim Bowie        | Делли Хартфорд (1 эпизод)                            |
| 1957       | с  | Официальный детектив             | Official Detective                 | Барбара Лейк (1 эпизод)                              |
| 1958       | ф  | Разборки в Бут-Хилл              | Showdown at Boot Hill              | Джилл Крейн                                          |
| 1958       | ф  | Странное пробуждение             | The Strange Awakening              | Селена Френд                                         |
| 1958       | с  | Техасец                          | The Texan                          | Бесс Корбин (1 эпизод)                               |
| 1958       | с  | Театр Зейна Грея                 | Zane Grey Theater                  | Либби (1 эпизод)                                     |
| 1958 —1959 | с  | Перри Мейсон                     | Perry Mason                        | разные роли (2 эпизода)                              |
| 1958       | с  | Истории Уэллс-Фарго              | Tales of Wells Fargo               | Лола (1 эпизод)                                      |
| 1958       | с  | Человек без оружия               | Man Without a Gun                  | (1 эпизод)                                           |
| 1958       | с  | Майк Хаммер                      | Mike Hammer                        | Марта Райан (1 эпизод)                               |
| 1958       | с  | Преследование                    | Trackdown                          | Милли Гуин (1 эпизод)                                |
| 1958       | с  | Серое приведение                 | The Gray Ghost                     | Лизабет (1 эпизод)                                   |
| 1958 —1959 | с  | Калифорнийцы                     | The Californians                   | Вилма Фенслер (13 эпизодов)                          |
| 1959       | с  | Команда М                        | M Squad                            | разные роли (2 эпизода)                              |
| 1959       | с  | Сансет-Стрип, 77                 | 77 Sunset Strip                    | Элейн Лэмсон (1 эпизод)                              |
| 1959       | с  | Северо-Западный проход           | Northwest Passage                  | Лайла Джейсон (1 эпизод)                             |
| 1959       | с  | Суровые всадники                 | The Rough Riders                   | ДораТэкери (1 эпизод)                                |
| 1959       | с  | Маркэм                           | Markham                            | Ян Ван Пелт (1 эпизод)                               |
| 1959       | с  | Ричард Даймонд, частный детектив | Richard Diamond, Private Detective | Рита Кёрк (1 эпизод)                                 |
| 1960       | ф  | 13 сражающихся мужчин            | 13 Fighting Men                    | Кэрол Прескотт                                       |
| 1960       | с  | Ранчо для гостей                 | Guestward Ho!                      | Филлис Брэйди (1 эпизод)                             |
| 1960       | с  | Джонни Миднайт                   | Johnny Midnight                    | Элинор (1 эпизод)                                    |
| 1961       | ф  | Посмотри в любое окно            | Look in Any Window                 | Бетти Лоуэлл                                         |
| 1961       | ф  | Ночь нежна                       | Tender Is the Night                | миссис Хойт                                          |
| 1961       | с  | Дни в Долине смерти              | Death Valley Days                  | Белль Старр (1 эпизод)                               |
| 1962       | с  | Пит и Глэдис                     | Pete and Gladys                    | Синтия (1 эпизод)                                    |
| 1962       | с  | Семейство Фишеров                | The Fisher Family                  | (1 эпизод)                                           |
| 1964       | с  | Сыромятная плеть                 | Rawhide                            | Люси (1 эпизод)                                      |
| 1966       | с  | Бен Кэйси                        | Ben Casey                          | Дженни Олден (1 эпизод)                              |
| 1967       | с  | Сцена ABC 67                     | ABC Stage 67                       | Кей Бартлетт (1 эпизод)                              |
| 1977       | с  | Женщина-полицейский              | Police Woman                       | заместитель Рут (1 эпизод)                           |
| 1978       | тф | Известность                      | Fame                               | женщина в ресторане                                  |